# Saint-Marcellin (Isère)
Saint-Marcellin ist eine französische Gemeinde mit 7705 Einwohnern (Stand: 1. Januar 2022) im Département Isère in der Region Auvergne-Rhône-Alpes. Sie gehört zum Arrondissement Grenoble und ist der Hauptort (chef-lieu) des Kantons Le Sud Grésivaudan. Die Einwohner werden Saint-Marcellinois genannt.

## Geographie
Saint-Marcellin liegt in der Landschaft Dauphiné. Die Cumane, ein kleiner Nebenfluss der Isère bildet die östliche Gemeindegrenze.
Umgeben wird Saint-Marcellin von den Nachbargemeinden Chevrières im Norden und Nordwesten, Saint-Vérand im Norden und Nordosten, Saint-Sauveur im Osten sowie Chatte im Süden und Westen.
Durch die Gemeinde führen die Autoroute A49 und die frühere Route nationale 518. Der Bahnhof liegt an der Bahnstrecke Valence–Moirans.
Die Stadt liegt nordwestlich des Regionalen Naturparks Vercors, mit dem sie als Zugangsort assoziiert ist.

## Bevölkerungsentwicklung
| Jahr                       | 1962 | 1968 | 1975 | 1982 | 1990 | 1999 | 2006 | 2011 |
| -------------------------- | ---- | ---- | ---- | ---- | ---- | ---- | ---- | ---- |
| Einwohner                  | 5298 | 6186 | 6779 | 6795 | 6696 | 6955 | 7694 | 8063 |
| Quellen: Cassini und INSEE |      |      |      |      |      |      |      |      |

## Trivia
Nach dem Ort ist die Käsesorte Saint-Marcellin benannt.

## Gemeindepartnerschaften
Saint-Marcellin pflegt Gemeindepartnerschaften: seit 1993 mit der deutschen Gemeinde Grafing bei München in Bayern und seit 2006 mit der italienischen Gemeinde Fiesso d’Artico in der Provinz Venedig.

## Persönlichkeiten
Folgende bekannte Persönlichkeiten standen mit dem Ort in Verbindung:
- Barbara (Monique Andrée Serf), Chansonnière, Liedtexterin und Komponistin
- Joseph Hugues Boissieu La Martinière (* 1758; vermisst 1788), Botaniker
- Antoine François Brenier de Montmorand (1767–1832), General der Infanterie
- François Delattre (* 1963), Diplomat
- Jean Fellot (1905–1967), Organist und Musikpädagoge
- Alphons Mayr von Baldegg (1789–1875), Brigadegeneral
- Christophe Manin (* 1966), Radrennfahrer
- Jacques Mignaux (* 1954), Generaldirektor der Gendarmerie
- Willi Münzenberg (1889–1940), kommunistischer Politiker und Publizist